# Jiří Mrázek (teolog)
Jiří Mrázek (* 30. března 1960, Brno) je český evangelický farář, teolog a vysokoškolský pedagog.

## Život
Narodil se 30. března 1960 v Brně, v rodině evangelického faráře Milana Mrázka. Teologii studoval v letech 1979–1984 na Komenského evangelické bohoslovecké fakultě, v akademickém roce 1987–1988 na Martin Luther Universität v Halle/Saale. V lednu 1985 byl ordinován kazatelem Českobratrské církve evangelické. V letech 1984–1989 působil jako vikář ve sboru Českobratrské církve evangelické na sboru v Kostelci nad Orlicí.
Na Evangelickou teologickou fakultu nastoupil na podzim 1989 jako asistent, v následujícím roce pak jako odborný asistent při katedře Nového zákona. V roce 1990 získal na Evangelické teologické fakultě doktorát teologie na základě disertační práce Transformace mesianismu v aramejských textech z Kumránu. Byl žákem Petra Pokorného. Od roce 1990 byl odborným asistentem na katedře Nového zákona. V roce 2005 se habilitoval prací Podobenství v kontextu Matoušova evangelia.
Od roku 2005 vede Katedru Nového zákona. Podílí se na práci Centra biblických studií. Od 3. června 2014 do 31. května 2022 byl děkanem fakulty.

## Dílo
Hlavní oblastí jeho zájmu jsou synoptická evangelia.